# Iglesia de San Juan Evangelista (Mancha Real)
La iglesia de San Juan Evangelista es una iglesia de Mancha Real, Jaén, Andalucía.

## Historia
Felipe II ordenó delinear y sacar de cimientos este templo, a la vez que el obispo de Jaén, Baltasar Moscoso y Sandoval donaba 40000 ducados para la capilla mayor. Según Chueca Goitia su arquitecto pudo ser Andrés de Vandelvira, o alguno de sus discípulos. Las obras fueron paradas, y se reanudaron en el primer tercio del siglo XVII. En 1625 estaba concluyéndose. La cúpula central se cerró en 1628. En 1681 el arquitecto Eufrasio López de Rojas proyectó la torres. Tras el desplome de los muros en 1761 debido a su factura con tierra se repararon y continuaron las obras. Sobre 1770 se terminó la parte superior de la fachada principal y la torre.